# Неовизантийский стиль
Неовизанти́йский стиль (итал. stile nеo-byzant, фр. néo-byzantine style, (англ. Byzantine Revival) — «один из исторических стилей, основанный на использовании мотивов архитектуры и декоративно-прикладного искусства раннехристианского Рима и стран христианского Востока (Византии, Грузии, Армении и других)».

## Общее определение
Неовизантийский стиль в западноевропейской и русской культуре имеет долгую историю и не ограничивается хронологическими рамками периода историзма XIX века (1830—1880-е гг.). Мотивы неовизантийского стиля успешно применялись также в период модерна рубежа XIX—XX веков, модернизма и постмодернизма XX века, остаются актуальными и в последующем. Вопреки академическому определению этот стиль является не «историческим» (хотя изначально его так называли), а неостилем, и он не является «системой», поскольку, как и все неостили, эклектичен, то есть сочетает разнородные стилевые элементы.
Так в архитектуре стран Западной Европы получил распространение романо-византийский вариант стиля, в котором византийские формы чаще всего соединялись с базиликальным планом и элементами романского стиля (романики). Неовизантийский стиль достиг наибольшего развития в Российской империи и на Балканах (в Болгарии и Сербии), где был связан с идеей культурного единства православных народов.
Неовизантийский стиль не следует отождествлять с русско-византийским стилем, отдельным архитектурным течением первой половины XIX века.
Неовизантийский стиль в большинстве источников рассматривается как интерстилевое явление, сохранявшее определённое постоянство в образно-символической значении в разные периоды обращения к наследию византийской культуры. Длительность существования и востребованность византинизма объясняется значительным потенциалом наследия византийского искусства, многообразием его источников и конкретных воплощений в истории европейской культуры, в некотором отношении сравнивыми с наследием античности.

## История стиля
Наследие Византии сыграло большую роль в формировании европейской средневековой культуры, предопределило достижения Каролингского и Оттоновского возрождений, оказало влияние на романское, готическое искусство и проторенессанс, но было отвергнуто в эпоху Просвещения, как и всё средневековое искусство в целом. Интерес к Византии возродило общеевропейское романтическое движение в начале XIX века.
Представителей романтизма в византийской архитектуре привлекали монументальность, замысловатость построения внутреннего пространства, раскрытие через архитектурные формы религиозных идей, экзотичность. На начальном этапе предпочтение отдавалось ранним памятникам византийской архитектуры, дававшим наибольший простор для творческой фантазии. В 1830—1840-е годы преобладали базиликальные постройки без куполов, а мотивы византийской архитектуры применялись наряду с заимствованиями из раннехристианской архитектуры Римской империи, фасады же имели сдержанный декор, в интерьерах преобладали реминисценции мозаик Равеннского экзархата.
Во второй половине XIX века, с распространением идей рационализма, византийское искусство продолжало привлекать внимание европейских архитекторов, чему способствовало расширение круга источников. Византийское зодчество в тот период воспринималось «целесообразным, рациональным, нашедшим адекватную конструктивную и образную форму для христианского храма». В данный период раннехристианские памятники уже почти не использовались в качестве прототипов, а византийское наследие стали «интерпретировать через призму» романской, готической архитектуры и архитектуры Ренессанса. Обязательным элементом композиции стали купола. Планировочные решения усложнились, преобладали купольные базилики и тетраконхи. Значительно обогатился набор декоративных элементов.
В данный период неовизантийский стиль вошёл в практику не только храмового, но и светского зодчества. Стиль также проявился в промышленной архитектуре, что было связано с возможностями кирпича, как строительного материала, сравнительно недорогого и позволявшего создавать эффект византийской «полосатости» кладки. Примерами эклектичной, с элементами романского стиля и неоренессанса, промышленной архитектуры стали многочисленные памятники бристольского византизма.
В период модерна конца XIX — начала XX века византийское наследие также активно использовалось в архитектурном проектировании. Архитекторов привлекало единство конструкции, функции и художественного образа, а также синтез искусств — всё то, что провозглашалось идеалом искусства модерна.

## Неовизантийский стиль по странам

### Германия
Интерес к византийскому искусству в период романтизма, вероятно, впервые проявился в 1820-х годах в Германии, когда в европейском искусстве ещё доминировал неоклассицизм, и был связан с деятельностью братьев Мельхиора и Сюльписа Буассере. Будучи наследниками состоятельного купца из Кёльна, Буассере с юности занимались коллекционированием средневековых произведений искусства. Под влиянием Фридриха Шлегеля, Мельхиор начал собирать обширную коллекцию ранней немецкой живописи, в то время как Сюльпис занялся обмерами и зарисовками немецких средневековых памятников архитектуры. Братья Буассере были убеждены, что средневековое немецкое искусство своими корнями уходило в искусство Византии.
Свои представления о влиянии византийского искусства на немецкую живопись братья позже перенесли и на историю архитектуры Германии. Совместно с Шлегелем они разработали теорию, согласно которой на храмовое строительство в районе Рейна, через Византию, повлиял эллинизм. Сюльпис в 1810 году описывал романскую архитектуру бассейна Рейна термином neugriechisch или néo-grec, который он использовал как синоним слову «византийский». Деятельность Буассере таким образом заложила основы интереса к искусству Византии в немецком романтизме.
Введению византийских мотивов в художественную практику позже способствовал прямой патронаж немецких монархов. Большую роль в этом процессе сыграл баварский король Людвиг I, взошедший на трон в 1825 году. Будущий правитель впервые ознакомился с византийской архитектурой в 1817 году на Сицилии, посетив рождественскую мессу в Палатинской капелле. Будучи сильно впечатлённым настенными мозаиками постройки, он сказал: «Я построю себе такую же домовую капеллу». Позже Людвиг I реализовал свой замысел и по его распоряжению в 1827—1837 годах была возведена Дворовая церковь Всех Святых (Allerheiligen-Hofkirche), в оформлении которой впервые были применены неовизантийские мотивы. Архитектором выступил Лео фон Кленце, бывший не в восторге от замысла короля, но вынужденный уступить его требованиям. В итоге церковь снаружи имела неороманский декор, а внутреннее оформление было выполнено в византийском стиле. Изначально Людвиг I желал украсить помещения храма мозаикой, что было невозможно исполнить, поскольку техника её производства была утрачена, поэтому художник Генрих Гесс украсил внутренние помещения монументальной живописью. Церковь привлекла к себе международное внимание и оказала сильное влияние на европейских архитекторов.
Устойчивый интерес к византийскому искусству проявлял и король Пруссии Фридрих Вильгельм IV. Идея использовать византийское искусство в политических целях возникла у него в 1828 году, при поездке из Рима в Пруссию, через Равенну и Венецию. Воплощать свои идеи монарх начал взойдя на трон в 1840 году. Прежде всего, Фридрих видел перед собой задачу возрождения Протестантской церкви Пруссии и посчитал, что именно через архитектуру будет наиболее эффективно выразить свои политические и социальные идеи. Воплощал намерения короля в жизнь придворный архитектор Людвиг Персиус, силами которого неовизантийский стиль получил большое распространение в Северной Германии. В 1841 году он начал строительство церкви Спасителя в порту Закрова, в 1843 году — Фриденскирхе. Архитектура церквей опиралась на раннехристианские постройки и базиликанский план.
Фридрих Вильгельм IV также внёс важнейший вклад в развитие неовизантийского стиля в Европе: под патронажем короля были впервые изданы иллюстрации самого грандиозного византийского сооружения — константинопольского Собора Святой Софии. Фридрих командировал архитектора Вильгельма Зальценберга в Константинополь с целью обмера и зарисовки собора. Итогом предприятия стало издание «Античной христианской архитектуры в Константинополе» (1854), сборника подробнейших зарисовок архитектурных деталей и мозаик, фактически открывшего для европейцев великолепие византийского искусства.

### Франция
Во Франции история Византийской империи была хорошо известна с XVII века. Становление французского абсолютизма во многом опиралось на опыт самодержавия Восточной Римской империи. По указу Людовика XIV в типографии Лувра было отпечатано 42 тома «Корпуса византийских историков» — одного из наиболее ранних и полных собраний по истории Византии. Архитектурное наследие империи заинтересовало историков искусства и архитекторов позднее, в 1-й половине XIX века, в условиях становления историзма в период реставрации монархии при Людовике XVIII (1814—1824) и его последователях — Карле X (1824—1830) и в особенности при Луи-Филиппе I (1830—1848). В данный период изучение истории архитектуры и археологии стало занимать всё больше места в образовательных программах архитектурных школ. В 1830—1850-е годы был опубликован ряд исследований, связанных с архитектурой Византии и её влиянии на раннесредневековую архитектуру Франции, в частности «Очерк о романских и романо-византийских церквах департамента Пюи-де-Дом» А. Малле (1838), «О Византийской архитектуре» А. Ленуара (1840), «Византийские церкви в Греции» А. Кушо (1841), «Византийская архитектура во Франции» Ф. Вернея (1851).
Большое влияние на развитие неовизантийского стиля во Франции оказали своеобразные формы церкви Сен-Фрон в Перигё (1120—1150-е годы). Ещё раньше своеобразие средневековой архитектуры юга Франции (департаментов Монпелье, Экс-ан-Прованс, Ним и Фрежюс), сложившейся во многом под влиянием византийской архитектуры, привлекло внимание Людовика Вите и Проспера Мериме. Французский архитектор Жорж Роо де Флёри в книге «Средневековая архитектура Пизы» (1866) доказывал фундаментальный характер влияния пизанской архитектуры на французскую и зависимость архитектурной школы Пизы от Византии. Развитию интереса к истории и культуре Византии во французском обществе способствовала и деятельность писателя Теофиля Готье, восторженно писавшего о византийской архитектуре.
Помимо исторического и культурологического интереса, на развитие неовизантийского стиля оказала влияние и политика Второй империи Наполеона III. Соперничество великих держав — России, Пруссии и Франции — на Святой земле способствовало своеобразному «архитектурному конкурсу», в котором большая роль отводилась неороманским и неовизантийским мотивам, что оказало влияние и на архитектуру этих стран. Безусловное лидерство в данном отношении в середине столетия принадлежало Франции. Такие французские архитекторы, как Анри Лабруст, Л. Дюком, Феликс Дюбан и Леон Водуайе часто использовали в своих постройках мотивы византийской архитектуры. В качестве выражения восточной политики Наполеона III в Марселе были возведены в неовизантийском стиле грандиозный собор Девы Марии — Святой Марии Мажор (1852—1896, архитектор Л. Водуайе) и церковь Нотр-Дам-де-ла-Гард (1852—1864, архитектор Анри-Жак Эсперандьё). Во французском Алжире построен храм Божией Матери Африканской (1855—1872, архитектор Ж. Е. Фромажо), в котором архитектурные формы были ещё более приближены к византийским прототипам.
В последующие десятилетия во Франции ещё более укрепилась историческая и теоретическая основа развития неовизантийского стиля. В 1883 году вышел в свет фундаментальный труд Огюста Шуази «Строительное искусство Византии», ставший настольной книгой для нескольких поколений архитекторов. Были возведены крупные неовизантийские храмы: базилика Святого Мартина в Туре (1886—1924, архитектор Виктор Лалу), церковь Святой Клотильды в Реймсе (1898—1905, архитектор А. Госсе).
Несколько позже, чем в провинции неовизантийские мотивы появились в архитектуре Парижа, однако в последующем город стал центром развития этого стилистического направления. Одной из первых построек направления в Париже стала церковь Святого Стефана (1880—1895, архитектор Жозеф Огюст Эмиль Водремер). Во второй половине 1890-х годов архитектор Шарль Луи Жиро создал крипту Института Пастера, напоминавшую византийские мавзолеи. Одним из крупных памятников неовизантийского стиля 1910-х годов стала церковь Святого Доминика (1913—1921, архитектор Ж. Годибер).
Архитектор Поль Турно создал церковь Святого Духа (1929—1940 года), имеющей наиболее впечатляющее внутренние убранство, по подобию константинопольского собора Святой Софии. Архитектор Пьер Паке построил в студенческом городке церковь Сакре Кёр-де-Жёнтиль (1931—1936), в которой с большой выразительностью представлено неовизантийское понимание формы и декора.
- Нотр-Дам-де-ла-Гард, Марсель
- Базилика Святого Мартина, Тур
- Собор Святой Марии Мажор, Марсель
- Церковь Святой Клотильды, Реймс
- Церковь Святого Доминика, Париж

### Российская империя
Наивысшего развития стиль достиг в России и на Балканах, так как имел национальный статус и символизировал политическое, религиозное и культурное единство православных народов (идеи панславизма). Ключевым источником для неовизантийского стиля в России стал храм Святой Софии в Константинополе, формы которого ассоциировались с идеей православной державности. Программа неовизантийского стиля содержала идею о неисчерпанности византийского искусства к моменту падения Византии и возможности его использования для создания единого стиля восточнохристианского искусства.
Художественные принципы неовизантийского стиля сформировались в период правления Александра II, при котором он имел статус официального. В неовизантийском стиле строили храмы-памятники, посвящённые Крещению Руси (Владимирский собор в Киеве, 1862—1882, архитекторы А. В. Беретти, П. И. Спарро, Р. Бернард, В. Н. Николаев; храм-памятник Святому равноапостольному великому князю Владимиру в Херсонесе Таврическом, 1861—1879, архитектор Д. И. Гримм). При правлении Александра III и Николая II неовизантийское направление продолжало оставаться стилем государственного заказа, но тем не менее уступило лидерство русскому стилю, а позже — неорусскому.
В конце XIX — начале XX века в неовизантийском стиле строились по преимуществу крупные соборы, символизировавшие могущество Российской империи (Вознесенский войсковой кафедральный собор в Новочеркасске, 1891—1904, архитектор А. А. Ященко; Морской Никольский собор в Кронштадте, 1902—1913, архитекторы В. А. и Г. А. Косяковы), а также монастырские храмы и ансамбли (Иоанновский монастырь в Санкт-Петербурге, 1899—1911, архитектор Н. Н. Никонов). Меньшее распространение стиль получил в усадебном и приходском храмостроении (Троицкая церковь в Щурове, 1880-е годы — 1907, инженер И. Витшас по проекту архитектора М. К. Гепеннера; церковь Знамения в Кунцеве, 1908—1913, архитектор С. У. Соловьёв).
Внутри неовизантийского стиля существовало несколько направлений. Наряду с «греко-византийским», современники выделяли «армяно-византийское», ориентированное на древние памятники Закавказья и распространившееся в основном в усадебном храмостроении юга империи (церковь Святого Александра Невского в Абастумани, 1896—1898, архитектор О. И. Симонсон; церковь Троицы в имении Е. А. Хомяковой около Нальчика, 1895—1902, архитектор С. У. Соловьёв; церкви Преображения и Святой Нины в Хараксе в Крыму, 1908—1912, архитектор Н. П. Краснов).
После революции 1917 года неовизантийский стиль использовался архитекторами русской эмиграции, в частности в Харбине (церковь Покрова Пресвятой Богородицы, 1930, архитектор Ю. П. Жданов).

### Греция
В XVIII веке в греческой культуре постепенно складывался этноцентрический дискурс, позже оформившийся в греческую национальную идеологию, получившую название «Великая идея», построенную на мысли о непрерывности развития греческой нации с древнейших времён. Идея активно развивалась со времён Просвещения и сыграла важную роль в период национально-освободительной революции 1821 года. После создания греческого национального государства в 1830 году «Великая идея» стала официальной государственной идеологией. Правителем вновь созданного Королевства Греция стал немецкий принц Оттон I, в царствование которого в стране стал распространяться неогреческий стиль.
Одновременно с неогреческим, в архитектуре Греции зарождался и неовизантийский стиль, примером которого стало здание глазной лечебницы, построенное по проекту Лисимаха Кафтандзоглу и Ганса Кристиана Хансена. Король и его немецкое окружение отдавали дань подлинным памятникам византийской архитектуры, благодаря чему, к примеру, сохранилась церковь Капникарея. В целом, обращение к наследию Византии для Греции не являлось вопросом моды или эстетики, а подкрепляло лежавшую в основе «Великую идею» греческой нации.
Неовизантийский стиль в Греции к концу XIX столетия потеснил в храмовом строительстве остальные направления. Одной из самых масштабных построек стал Андреевский собор в Патрах (архитектор Анастасиос Метаксас), заложенный в 1908 году лично королём Георгом I. Строительство собора было завершено только в 1974 году.

### Болгария
В Болгарии византинизирующая линия архитектуры сначала развивалась в рамках эклектики, а затем — национального романтизма, одного из направлений болгарского модерна (в болгарском языке — сецессиона) конца XIX — первой трети XX века. В церковной архитектуре византийское направление оставалось востребованным вплоть до начала Второй мировой войны. Болгарская архитектурная школа наряду с русской стала одной из немногих, где неовизантийский стиль вышел за рамки эклектики и был представлен выдающимися памятниками византинирующего модерна.
Византийское влияние на архитектуру Болгарии имело длительную историю, поскольку образцы византийской архитектуры появились на её землях ещё в доболгарский период. Сама Болгария одной из первых среди славянских стран попала под культурное, политическое и религиозное влияние Византии. В средневековом болгарском зодчестве присутствовали базилики с бескупольным покрытием, своеобразные центрические в плане храмы на основе триконха или круга, квадратные бесстолпные, крестообразные, однонефные, базиликальные купольные и крестовокупольные храмы, так как турецкое иго затормозило развитие национальной болгарской архитектуры.
В период так называемого Болгарского национального возрождения, со второй половины XVIII века по 1878 год, особое внимание общества привлекал вопрос постройки новых храмов и перестройки старых. В строительной практике возродилось использование средневековых планов (трёхнефные храмы), которые сочетались с декоративными деталями средневековой болгарской архитектуры (коромыслоподобные закомары и волнообразно изгибающийся карниз фронтона) и реминисценциями барокко. После обретения независимости в 1878 году интерес к церковному зодчеству вырос: в этот период оно рассматривалось как главное воплощение национального стиля государства. Естественным стало обращение к византийскому наследию, как «исконно православному». Византинирующее направление позволяло подчеркнуть как преемственность к Византии и собственной средневековой архитектуре, так и близость с Россией и другими славянскими странами. Последующее охлаждение в политических отношениях с Россией не прервало развитие неовизантийского направления в болгарской архитектуре.
В ряде памятников рубежа XIX—XX века к византийским относилось небольшое число мотивов: в основном это были аркады и завершающие барабаны куполов храмов и колоколен. Характерными примерами являлись церковь Николая Мирликийского в Старой Загоре (1896—1909, архитекторы Д. Драгошинов, К. Ганчев, Н. Торянов) и церковь Кирилла и Мефодия в Бургасе (1897, архитектор Р. Тоскани). В данных постройках отражался процесс поиска национального стиля на основе местных средневековых традиций, достижений болгарского Возрождения, европейского Ренессанса, романского стиля, барокко и классицизма. В церкви Георгия Победоносца в Софии (1899—1909, архитектор А. Начев) византийская компонента была выражена уже значительно сильнее, хотя и сочеталась с ренессансными мотивами. Схожими чертами обладали церкви Святой Троицы в Софии (1903—1905) и Иоанна Рыльского при Софийской духовной академии (1902), возведённые австрийским архитектором Фридрихом Грюнангером.
Характерные черты неовизантийского стиля имел перестроенный в 1898—1901 годах по проекту болгарского и русского архитекторов — Н. Лазарева и Л. О. Васильева — софийский собор Святой Недели (святого Короля). В храме сочетались традиционные болгарские базиликальность, открытые аркады и черты неовизантийского стиля в его русском варианте — закомары, тройные окна, «полосатость» фасадов. Храм был разрушен в ходе теракта 1925 года. По настоящему поворотным пунктом в развитии местного варианта неовизантийского стиля стало возведение софийского храма Александра Невского — памятника освобождения Болгарии. Окончательный проект храма выполнил Александр Померанцев, работы велись в 1904—1912 годах. Померанцев применил при разработке проекта множество характерных черт болгарского средневекового зодчества, а низкий и широкий барабан с пологим куполом отсылал к архитектуре Софии Константинопольской. Общепризнанно, что Александро-Невский собор оказал большое влияние на дальнейшее развитие болгарского церковного зодчества.
В неовизантийском стиле также были выстроены: церковь Святых Седьмочисленников в Софии (1899—1901, архитекторы Йордан Миланов, Петко Момчилов); церковь Святой Параскевы в Варне (1906, архитектор Г. Манолов); плевенский Мавзолей в память о погибших русских и румынских воинах (1903—1907, архитектор Пенчо Койчев); церковь Рождества Пресвятой Богородицы в селе Брестница (1903—1908, мастер Ганчо); церковь Святого Георгия в Бяла (1910—1915; архитектор Д. Шойлев); церковь Святого Николая Мирликийского в Видине (1926—1930, архитекторы К. Николов, И. Попов); церковь Святой Недели в Софии (1929—1930, архитекторы Иван Васильов, Димитр Цолов); церковь Рождества Пресвятой Богородицы в Велико Тырново (1934, архитектор П. Цветков); собор Святого Мины в Кюстендиле (1934, архитектор Антон Торньов); Троицкая церковь в Ябланице (1937—1940, архитектор Д. Соколов) и другие.
- Церковь Николая Мирликийского в Старой Загоре
- Храм-памятник Александра Невского, София
- Мавзолей Св. Георгия Победоносца в Плевене
- Церковь Святого Николая Мирликийского в Видине

### Соединённые Штаты Америки
С конца XIX века в США стало приезжать значительное число мигрантов восточнославянского (православного) происхождения. Свои церкви они предпочитали строить в традиционных для них стилях, в том числе неовизантийском. Помимо этого в США много сооружений других конфессий и нерелигиозного характера, построенных в данном стиле. 
- Собор Святых Владимира и Ольги[28][29] УГКЦ, Чикаго
- Собор Непорочного Зачатия[30] УГКЦ, Филадельфия
- Синагога «Храм Тиферет Исраэль»[31], Кливленд
- Синагога «Храм Охабей Шалом»[32], Брукалайн, Массачусетс
- Католическая церковь Святых Ансельма и Роха[33], Бронкс, Нью-Йорк
- Интерьер Базилики Непорочного Зачатия[34][35], Вашингтон

## Примеры неовизантийского стиля
Православные храмы
- Свято-Троицкий собор Русской Духовной Миссии в Иерусалиме
- Вознесенский собор Елеонского монастыря в Иерусалиме
- Собор Андрея Первозванного в Патрах
- Морской Никольский собор в Кронштадте
- Собор Святого Владимира в Херсонесе
- Храм Сергия Радонежского в Туле
- Собор Святого Саввы в Белграде
- Церковь Святого Марка в Белграде
- Новоафонский монастырь в Абхазии
- Собор Александра Невского в Софии
- Собор Александра Невского в Новосибирске
- Вознесенский войсковой кафедральный собор в Новочеркасске
- Благовещенский собор в Харькове
- Крестовоздвиженский собор в Полоцке
- Собор Святого Феодора Ушакова в Саранске
- Казанская церковь Воскресенского Новодевичьего монастыря в Санкт-Петербурге
- Церковь Милующей иконы Божией Матери в Санкт-Петербурге
- Иоанновский монастырь в Санкт-Петербурге
- Греческая церковь Димитрия Солунского в Санкт-Петербурге (уничтожена)
- Церковь Александра Невского в Биаррице
- Собор Рождества Христова в Риге
- Собор Воскресения Христова в Нарве
- Владимирский собор в Севастополе
- Владимирский собор в Киеве
- Трёх-Анастасиевский кафедральный собор в Глухове
- Крестовоздвиженский собор Верхотурского Николаевского монастыря
- Церковь Александра Невского в Киеве (уничтожена)
- Собор Александра Невского в Тбилиси (уничтожен)
- Спасо-Преображенский собор в Нижнем Новгороде
- Собор Святого Владимира в Астрахани
- Храм Святого Нектария на Эгине
- Пятницкая церковь в Вильнюсе
- Сербская церковь Святого Спиридона в Триесте
- Кафедральный собор Казанской иконы Божьей матери в Оренбурге (уничтожен)
- Александро-Невский собор в Волгограде (Царицыне) (уничтожен)
- Всехсвятская церковь Ново-Тихвинского монастыря в Екатеринбурге
- Второе женское училище Екатеринбурга
- Церковь Михаила Архангела (ныне католическая) в Каунасе
- Церковь Святой Троицы в Коломне
- Знаменский собор в Хасавюрте
- Собор Богоматери в Иоанно-Предтеченском монастыре на острове-граде Свияжск
- Храм иконы Божией Матери «Знамение» в Кунцеве в Москве
- Храм-часовня архангела Михаила при Кутузовской избе в Москве
- Церковь Михаила и Фёдора в Чернигове
- Церковь Покрова Пресвятой Богородицы в Смеле
- Храм Богородицы Григоруса в Афинах

Католические храмы
- Вестминстерский собор в Лондоне
- Базилика Сакре-Кёр в Париже
- Собор Африканской Богоматери в Алжире
- Церковь Святого Августина в Париже
- Собор Ла-Мажор в Марселе
- Базилика Нотр-Дам-де-ла-Гард в Марселе
- Церковь Святых Иммануила и Бенедикта[исп.] в Мадриде
- Базилика Пресвятой Девы Аточи[англ.] в Мадриде
- Собор Сен-Венсан-де-Поль в Тунисе
- Базилика Непорочного Зачатия в Вашингтоне
- Собор Апостола Матфея[англ.] в Вашингтоне
- Базилика Святого Людовика[англ.] в Сент-Луисе
- en:St. Francis de Sales Roman Catholic Church[англ.] в Филадельфии
- Церковь апостола Петра в Галликанту в Иерусалиме

Протестантские храмы
- Лютеранская немецкая церковь Вознесения в больнице Августа Виктория на Елеонской горе в Иерусалиме